# 每一天：前5000天
《每一天：前5000天》（英語：Everydays: the First 5000 Days）為邁克·溫克爾曼（暱稱Beeple）創作的數位藝術品，內容是他為《每一天》作品系列創作的5,000幅作品後所匯集起來的拼貼畫，其NFT於2021年在佳士得以6930萬美元的價格售出，成為了有史以來最昂貴的NFT。
《每一天：前5000天》被新加坡程序員維涅什·桑達瑞森（Vignesh Sundaresan，暱稱MetaKovan）收購，維涅什是一位加密貨幣投資者，也是NFT投資基金Metapurse的創始人。他花了42,329以太幣買下了該藝術品。買方維涅什和賣方邁克都有推高作品價格的既得利益，以引起人們對Beeple的其他20件作品有關的投機資產關注並推動其銷售，他們稱之為 「B20代幣」。在媒體對《每一天：前5000天》拍賣的報導中，維涅什持有多數股權的B20代幣的價格達到了巔峰，隨後崩盤。正因為如此，一些觀察家將這次拍賣描述為一種宣傳噱頭和騙局。
維涅什獲得展示藝術品的權利，但沒有獲得版權。他「元宇宙」中的一個數位博物館中展示了這幅藝術品，大眾可以透過網絡瀏覽器查看。

## 作品內容與評價

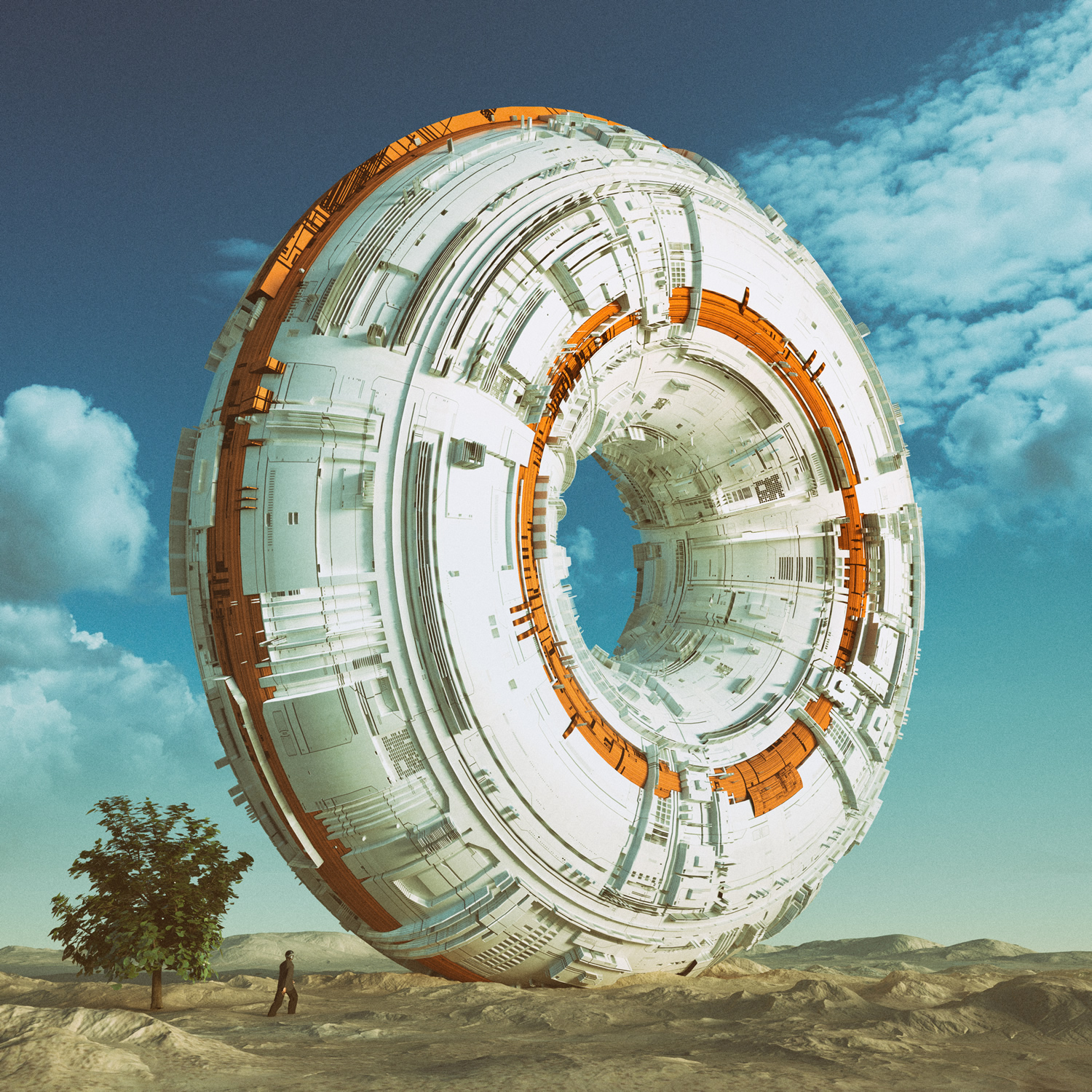
5000幅畫作之一

邁克受到了英國藝術家湯姆·賈德（Tom Judd）的啟發，於2007年5月1日開始每天創作。某些圖像按照涉及流行文化中的人物時間順序排列，包括傑夫·貝佐斯和唐納·川普。以前某些圖像是手繪的，而不是用電腦繪製的。
在Artnet上發表的一篇文章中，藝術評審本·戴維斯（Ben Davis）斷言，5000幅畫作之中有一些揭示了種族、性別和同性戀的刻板印象。威爾·岡珀茨（Will Gompertz）認為邁克是漫畫美學的「人才代表」，並將他的作品與耶羅尼米斯·波希和菲利普·加斯頓相提並論。他預測這件作品將被視為「短暫的加密藝術泡沫破裂前的那一刻，或是新藝術故事的第一章」。